# Leila Ben-Gacem
Leila Ben-Gacem (en árabe: ليلى بن قاسم‎) es una empresaria y emprendedora social tunecina. Es la fundadora de la empresa Blue Fish Company y la promotora y fundadora de varias iniciativas en el ecosistema tunecino y en la escena cultural a través de la sociedad civil tunecina. Ben-Gacem también es miembro electo del consejo municipal de Beni Khalled desde que se celebraron las primeras elecciones municipales descentralizadas de Túnez en 2018.

## Biografía
Ben-Gacem estudió ingeniería biomédica en la Universidad de Boston . Trabajó en muchas empresas como IMM en Túnez, Hewlett-Packard en Alemania y Assada Medical en Libia.
En 2006, fundó la empresa social Blue Fish para ayudar al artesanado tunecino, en particular a las mujeres, a exportar sus obras y desarrollar sus negocios. En 2009, inició Sougha Est en el Fondo Khalifa para el desarrollo empresarial en Abu Dhabi en los Emiratos Árabes Unidos. Ocupó el puesto de gerente sénior en el Fondo Khalifa para el desarrollo empresarial, ayudando a las mujeres artesanas emiratíes a desarrollar sus empresas locales. Realizó esta labor hasta 2013, cuando decidió regresar a Túnez.
Ese año, Leila fundó Dar Ben-Gacem, un hotel boutique y una empresa social. El objetivo principal de la casa de huéspedes es contribuir al desarrollo de la Medina de Túnez. Ben-Gacem fue elegida, para el período 2014 - 2016, como miembro de la junta directiva de la Asociación Edhiafa que se ocupa de la red de hoteles boutique en Túnez. Y anteriormente, fue miembro de la junta directiva de CJD (Centre des Jeunes Dirigeants) - Young CEO Center hasta 2009.

### Compromiso cívico y cambio social
Ben-Gacem es conocida como un catalizadora sociocultural. Ha estado involucrada en muchas iniciativas culturales para revivir la Medina de Túnez y asegurar su desarrollo sostenible. En 2015, ella y otros actores de la sociedad civil jugaron un papel importante en la reactivación de la asociación La Rachidia en su 80 aniversario. Luego se unió a otras iniciativas culturales como el Diario de la Médina, el proyecto nacional de Wikipedia MedinaPedia y el primer Festival de la Luz en África Interference (Interferencia de África).
También en 2015, lideró una campaña nacional para revivir la industria y el uso de Chachia. Ben-Gacem ocupó el cargo de presidenta de la Asociación de Preservación de Beni Khalled desde 2015 hasta 2018. También es miembro fundador de la Asociación de Ultramaratones en Túnez desde 2017, que organizó el primer Ultramaratón, UltraMirage en Nefta, en el sur de Túnez.
En 2017, Ben-Gacem fundó el primer espacio de coworking en la Medina de Túnez, titulado Dar El Harka, destinado a ser un centro para las industrias creativas. Y se unió a Emna Mizouni en la fundación de la organización Ciudadanía Digital para promover el conocimiento y las habilidades de las mujeres empresarias.
Ben-Gacem se postuló en las elecciones municipales de Túnez de 2018, como parte de una lista de personas candidatas independientes con el lema "Ghodwa Khir - Mañana es mejor". Fue elegida para el municipio de Beni Khalled . Más tarde, fue nombrada jefa del comité de finanzas. También se unió a la red de concejalas municipales de la región del Magreb junto con Souad Abderrahim y otras concejalas municipales.

### Reconocimiento
Ben-Gacem recibió el Premio Fatma El Fehria en 2017. El mismo año también recibió el Premio Mujer Emprendedora en el Sector Cultural. Antes de eso, en octubre de 2016, se convirtió en "Ashoka Fellow" de la ONG Ashoka.